# Bokermannohyla caramaschii
Bokermannohyla caramaschii är en groddjursart som först beskrevs av Marcelo Felgueiras Napoli 2005.  Bokermannohyla caramaschii ingår i släktet Bokermannohyla och familjen lövgrodor. IUCN kategoriserar arten globalt som livskraftig. Inga underarter finns listade.